# Административное деление Российской империи на 1 июня 1847 года
Российская империя по стостоянию на 1 (13) июня 1847 года делилась на генерал-губернаторства, губернии, области и уезды
- Польское Царство и Финляндское княжество
- общее число генерал-губернаторств — 2
- общее число наместничеств — 1
- общее число губерний — 55
- общее число областей на правах губернии — 4
- столица — город Санкт-Петербург
- отличия от 1 января 1825 года:
- вновь образованы:

1. Армянская область (1828 год) из новых земель
2. Дербентская губерния (декабрь 1846 года) из части Каспийской области
3. Кавказское наместничество (27 декабря 1844 (8 января 1845) года) из Грузино-Имеретинской губернии, Армянской и Каспийской областей
4. Каспийская область (1840 год) из новых земель (Дагестан, центр — Шемаха), присоединённых в 1806—1813 годах
5. Ковенская губерния (1842 год) из северной части Виленской губернии
6. Кутаисская губерния (декабрь 1846 года) из части Грузино-Имеретинской губернии и Закатальского округа
7. Ставропольская губерния (май 1847 года) из Кавказской области (целиком)
8. Тифлисская губерния (28 февраля (12 марта) 1847 года) из части Грузино-Имеретинской губернии
9. Шемахинская губерния (декабрь 1846 года) из части Каспийской области

- упразднены (или вышли из состава):

1. Белостокская область (1843 год) в Гродненскую губернию
2. Грузино-Имеретинская губерния (28 февраля 1847 года) в Кутаисскую и Тифлисскую губернии
3. Имеретинская область (1840 год) в Грузино-Имеретинскую губернию
4. Кавказская область (май 1847 года) в Ставропольскую губернию
5. Каспийская область (декабрь 1846 года) в Дербентскую и Шемахинскую губернии
6. Омская область (1838 год) в Тобольскую (Омск и Петропавловск) и Томскую (Семипалатинск и Усть-Каменогорск) губернии

- переименованы:

1. Грузинская губерния (1840 год) в Грузино-Имеретинскую губернию (с бывшей Имеретинской областью)
2. Слободско-Украинская губерния (1835 год) в Харьковскую губернию

- список генерал-губернаторств:

1. Восточно-Сибирское генерал-губернаторство (центр — Иркутск)
  1. Енисейская губерния
  2. Иркутская губерния
  3. Якутская область
2. Западно-Сибирское генерал-губернаторство (центр — Омск, в 1827—1838 — Тобольск)
  1. Тобольская губерния
  2. Томская губерния
3. Кавказское наместничество (центр — Тифлис)
  1. Дербентская губерния
  2. Тифлисская губерния
  3. Шемахинская губерния
  4. Армянская область

- список всех губерний:

1. Архангельская
2. Астраханская
3. Виленская
4. Витебская
5. Владимирская
6. Вологодская
7. Волынская (центр — Новоград-Волынский)
8. Воронежская
9. Вятская
10. Гродненская
11. Дербентская
12. Екатеринославская
13. Енисейская (центр — Красноярск)
14. Иркутская
15. Казанская
16. Калужская
17. Киевская
18. Ковенская
19. Костромская
20. Курляндская (центр — Митава)
21. Курская
22. Кутаисская
23. Лифляндская (центр — Рига)
24. Минская
25. Могилёвская
26. Московская
27. Нижегородская
28. Новгородская
29. Олонецкая
30. Оренбургская
31. Орловская
32. Пензенская
33. Пермская
34. Подольская (центр — Каменец-Подольский)
35. Полтавская
36. Псковская
37. Рязанская
38. Санкт-Петербургская
39. Саратовская
40. Симбирская
41. Смоленская
42. Ставропольская
43. Таврическая
44. Тамбовская
45. Тверская
46. Тифлисская
47. Тобольская
48. Томская
49. Тульская
50. Харьковская
51. Херсонская
52. Черниговская
53. Шемахинская
54. Эстляндская (центр — Ревель)
55. Ярославская

- список областей:

1. Армянская область
2. Бессарабская область
3. Земля Войска Донского (с 1835 года — на 7 гражданских округов)
4. Якутская область